# Semana portuguesa
Semana Portuguesa: revista de informação e crítica publicou-se em Lisboa entre 1933 e 1936 tendo como objetivo acompanhar e estimular a atividade cultural, desportiva e, simultaneamente, realizar uma leitura crítica do que entendia como acontecimentos e notícias mais relevantes da vida moderna e da vida nacional, não mostrando uma simpatia ou inclinação ideológica, mas apregoando um certo tom de humorismo. Alguns dos seus colaboradores foram: Frederico de Brito,  Mário Portocarrero Casimiro, Sebastião de Magalhães Lima, Teixeira Cabral, Alfredo Brochado, Carlos Bandeira de Tóro, Joaquim Ribeiro de Carvalho, Santos Cravina, António Botto, Guedes de Amorim, Albino Lapa, Augusto Leote.